# American Airlines
American Airlines är ett amerikanskt flygbolag som bildades och verkat i olika former sedan 1930. American Airlines har sitt huvudkontor i Fort Worth i Texas i USA. Bolaget är världens tredje största räknat i passagerar-kilometer.

## Historia
American Airlines är en sammanlutning vars ursprung går tillbaka till 1926. Det började som ett flygbolag för postleveranser. Charles A. Lindbergh var huvudpilot för ett bolag kallat Robertson Aircraft Corporation of Missouri. Det var ett av många bolag som 1929-30 gick samman under namnet The Aviation Corporation för att effektivisera. 1930 fick det nya bolaget namnet American Airways och från och med 1934 American Airlines Inc.

En DC-3 från American Airlines

American Airlines började under 1930-talet flyga passagerare. 1936 började man flyga DC-3 och blev snabbt USA:s största inrikesbolag. Den 16 februari 1937 hade man flugit en miljon passagerar sedan starten. År 1939 lanserades American Airlines på New York-börsen. Under andra världskriget ställdes många flygplan med besättningar till krigsmaktens förfogande.
Efter andra världskriget tog flygindustrin ytterligare fart i USA. Mängden passagerare och gods ökade kraftigt. American Airlines lanserade utrikesflyningar till Europa vilka dock 1950 införlivades i Pan Am som kom att bli USA:s långdistansbolag.
Under 1960-70-talet kom en rad nya flygplan i drift som Boeing 707, 747 och 727. 1971 togs den första DC-10:an i bruk.  Huvudkontoret flyttades 1979 från New York till Fort Worth i Texas. Där invigdes också en flygakademi i American Airlines tjänst.
Dallas-Fort Worth International Airport blev ett nav i nätverket 1981. År 1982 började man flyga Boeing 767. American Eagle lanserades 1984 som ett mindre bolag för anslutningar från små och medelstora städer till naven.

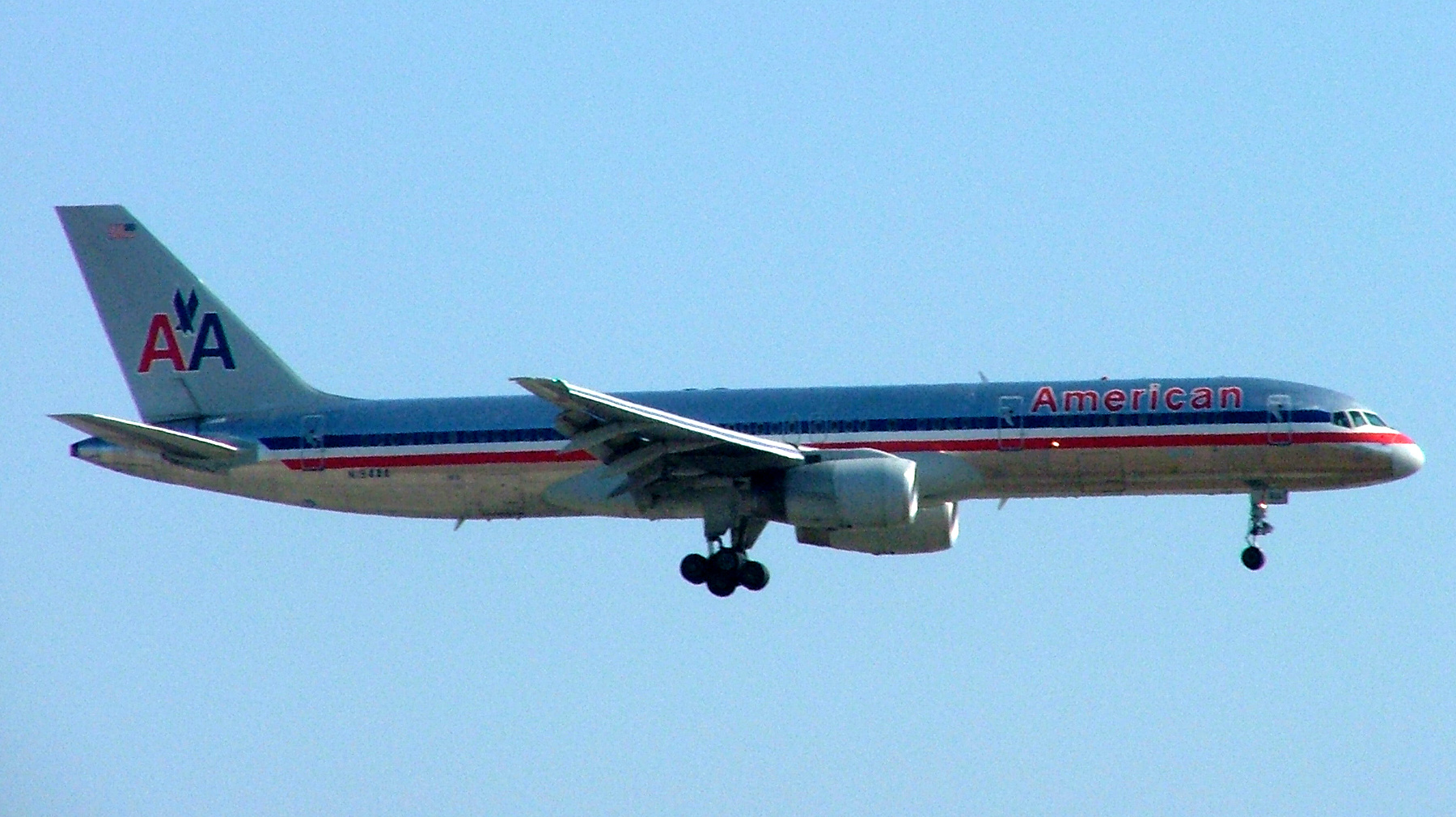
En Boeing 757 i American Airlines deras gamla målning.

År 1990 tog American Airlines över ett stort karibiskt nätverk från det konkursdrabbade Eastern Airlines och Miami International Airport fick ökad betydelse som nav i sydöstra USA. År 1991 hade American Airlines flugit en miljard passagerare. År 1997 blev alla American Airlines flygningar rökfria. År 1999 började man flyga Boeing 777. Den 1 februari 1999 var American Airlines en av grundarna av Oneworld alliansen. I april 2001 köpte man resterna av det konkursdrabbade TWA, Trans World Airlines och dess nav i St. Louis. Efter 11 september-attackerna, som drabbade två av American Airlines flighter, avvecklades dock St Louis-navet och TWA försvann som eget namn. Efter 11 september-attackerna slutade man även att trafikera Stockholm-Arlanda.
Den 29 november 2011 ansökte American Airlines ägare AMR om konkursskydd hos en domstol i New York.
American Airlines slogs under 2013 ihop med US Airways. Efter sammanslagningen är flygbolaget ett av världens största flygbolag.

## Verksamhet
American Airlines använder sig av i huvudsak tre nav i USA. Chicago, Dallas/Fort Worth och Miami. Bolaget är också väletablerat i San Jose, St. Louis och Raleigh i North Carolina. St Louis och Raleigh var nav tidigare. men har avvecklats i takt med att andra städer uttvecklats (ex Miami) eller i St. Louis fall, oviljan att satsa på TWA:s gamla marknad.
American Airlines tillsammans med United Airlines och Delta Airlines är de enda amerikanska flygbolag som har tillstånd att operera från Heathrow International Airport i London.
American Airlines hade direkt förbindelse mellan O'Hare International Airport i Chicago och Arlanda i Stockholm åren 1989–2001. Flygningarna utfördes vanligtvis med Boeing-plan, 767-300 eller 767-200ER.
American Airlines är även känt för att två av bolagets flygplan (Flight 11 och Flight 77) kapades vid 11 september-attackerna och flögs in i World Trade Center och Pentagon.

## Flotta
I april 2018 såg American Airlines flotta ut så här:
| Aircraft                | In service | Orders | Passengers | Passengers | Passengers | Passengers | Passengers | Passengers | Notes |
| Aircraft                | In service | Orders | F          | B          | PE         | MCE        | MC         | Total      | Notes |
| ----------------------- | ---------- | ------ | ---------- | ---------- | ---------- | ---------- | ---------- | ---------- | --- |
| Airbus A319-100         | 125        | —      | 8          | —          | —          | 24         | 96         | 128        | |
| Airbus A320-200         | 48         | —      | 12         |            | —          | —          | 138        | 150        | |
| Airbus A321-200         | 219        | —      | 10         | 20         | —          | 36         | 36         | 102        | 17 flygplan i den här konfigurationen. Trafikerar från JFK till LAX & SFO.                                |
| Airbus A321-200         | 219        | —      | 16         | —          | —          | 32         | 133        | 181        | Kommer att konfigureras med 190 säten 2021.                                                               |
| Airbus A321-200         | 219        | —      | 16         | —          | —          | —          | 171        | 187        | Kommer att konfigureras med 190 säten 2021.                                                               |
| Airbus A321neo          | —          | 100    | TBA        | TBA        | TBA        | TBA        | TBA        | TBA        | Leverans påbörjas                                                                                         |
| Airbus A330-200         | 15         | —      | —          | 20         | 21         | 54         | 152        | 247        | |
| Airbus A330-300         | 9          | —      | —          | 28         | —          | —          | 263        | 291        | Utfasning påbörjas 2020. Kommer att ersättas av Boeing 787-9.                                             |
| Boeing 737-800          | 304        | —      | 16         | —          | —          | 30         | 114        | 160        | Kommer att konfigureras med 172 säten 2021. 45 äldre flygplan kommer att fasas ut till 2020.              |
| Boeing 737 MAX 8        | 7          | 93     | 16         | —          | —          | 30         | 126        | 172        | 60 aircraft to be delivered through 2019. 40 aircraft deferred until after 2022.                          |
| Boeing 757-200          | 34         | —      | —          | 16         | —          | 52         | 108        | 176        | Retrofitted with new lie-flat business class seats. International service to Europe and Latin America.    |
| Boeing 757-200          | 34         | —      | 12         | —          | —          | 35         | 141        | 188        | 10 aircraft in this configuration. Service from Phoenix to Hawaii.                                        |
| Boeing 767-300ER        | 23         | —      | —          | 28         | —          | 21         | 160        | 209        | To be phased out starting in 2020. To be replaced by Boeing 787-8.                                        |
| Boeing 777-200ER        | 47         | —      | —          |            |            |            |            |            | |
| Boeing 777-200ER        | 47         | —      | —          | 45         | —          | 45         | 170        | 260        | 12 aircraft in this configuration. To be retrofitted with Premium Economy by December 2018.               |
| Boeing 777-200ER        | 47         | —      | —          | 37         | 24         | 66         | 146        | 273        | 35 aircraft in this configuration. Older aircraft to be replaced by 787-9.                                |
| Boeing 777-300ER        | 20         | —      | 8          | 52         | 28         | 28         | 188        | 304        | First operator of the 777-300ER in the United States. Only aircraft to feature international First Class. |
| Boeing 777-300ER        | 20         | —      | 8          | 52         | —          | 48         | 202        | 310        | To be retrofitted with Premium Economy by June 2018.                                                      |
| Boeing 787-8            | 20         | 22     | —          | 28         | —          | 57         | 141        | 226        | To be retrofitted with Premium Economy. 22 aircraft to be delivered starting in 2020.                     |
| Boeing 787-9            | 15         | 32     | —          | 30         | 21         | 27         | 207        | 285        | 25 aircraft to be delivered starting in 2023.                                                             |
| Embraer E190            | 20         | —      | 11         | —          | —          | —          | 88         | 99         | To be phased out by the end of 2019.                                                                      |
| McDonnell Douglas MD-82 | 10         | —      | 16         | —          | —          | 30         | 94         | 140        | 26 remaining aircraft at the end of 2018. To be retired in 2019.                                          |
| McDonnell Douglas MD-83 | 35         | —      | 16         | —          | —          | 30         | 94         | 140        | 26 remaining aircraft at the end of 2018. To be retired in 2019.                                          |
| Total                   | 951        | 247    |            |            |            |            |            |            | |

## Konflikter

### Klagomål om diskriminering
Den 24 oktober 2017 utfärdade NAACP ett resemeddelande för American Airlines som uppmanade afroamerikaner att "iaktta försiktighet" när de reser med flygbolaget. NAACP utfärdade rådgivandet efter fyra incidenter. I en incident flyttades en svart kvinna från första klass till ekonomiklass medan hennes vita reskamrat fick stanna kvar i första klass. I en annan incident tvingades en svart man ge upp sina platser efter att ha konfronterats av två bråkiga vita passagerare. I juli 2018 lyfte NAACP sin reserådgivning och sa att American Airlines har gjort förbättringar för att mildra diskriminering och osäker behandling av afroamerikaner.